# Villa Linssen
Villa Linssen is een monumentaal pand aan de Sint Martinusstraat 60 (aan het Nolenspark) in de Nederlandse plaats Venlo.

## Geschiedenis
Omstreeks 1900 werd het pand gebouwd, vermoedelijk naar het ontwerp van architect Henri Seelen.
In 1906 werd het pand voor het eerst vermeld toen de openbare verkoop van het huis met tuin werd aangekondigd in opdracht van de erven van wijlen mevrouw Janssen. In 1906 vond er een verbouwing plaats die naar het ontwerp van architect Henri Seelen heeft plaatsgevonden.
In 1937 werd het pand verbouwd naar het ontwerp van architect Pierre Leusen. Met deze verbouwing werd aan zowel de voorzijde als achterzijde een warande bebouwd, waardoor het T-vormige grondvlak van het huis werd veranderd in een rechthoekig, bijna vierkant, grondplan.
In 2000 werd aan de achterzijde een donkere kubusvormig kantoor van spiegelglas aangebouwd, welke met een kort gangetje is verbonden met de achterzijde van het pand.

## Bouwwerk
In het gebouw is een mengeling van bouwstijlen toegepast, waaronder art nouveau (hekwerk), cottagestijl (voorfront in de voorgevel) en neoclassicisme (hoeklisenen). Het asymmetrische pand is een tweelaags woonhuis met souterrain en kapverdieping en wordt gedekt door een zadeldak en afgeplatte mansarde kap met leien in maasdekking. De gevels hebben een hardstenen plint en zijn verder uitgevoerd in baksteen in kruisverband. De vensters zijn rechthoekig of segmentboogvormig onder een rode bakstenen strek en voorzien van hardstenen vensterbanken met houten vensterkozijnen. 
Het gehele perceel is afgezet met een gietijzeren hekwerk, waarbij de ingang wordt gevormd door twee bakstenen hekpijlers, geleed met hardstenen speklagen en –plateau met daarop een bolvormig ornament.